# 呉喜
呉喜（ご き、427年 - 471年）は、南朝宋の官僚・軍人。もとの名は喜公。本貫は呉興郡臨安県。

## 経歴
はじめ領軍府の白衣の吏をつとめた。若くして書を知り、領軍将軍沈演之の命を受けて起居注を写し、写し終えると内容をほぼみな暗誦することができた。あるとき沈演之が上表文を作ったが、奏上しないうちに原文を失ったことがあった。呉喜は一度原文を見ていたため、即座に書いて見せると、抜け落ちたところがなく、沈演之を感心させた。『史記』や『漢書』を渉猟して、歴史に通じた。沈演之の門生の朱重民が主書として入朝すると、呉喜は推薦を受けて主書書史となり、主図令史に進んだ。文帝が図書を求めたとき、呉喜が巻子を開いて進上したため、文帝の怒りを買って外任に出された。
元嘉29年（452年）、司馬黒石・夏侯方進らが西陽で少数民族を扇動して反乱を起こすと、呉喜は沈慶之の下で反乱の鎮圧にあたった。元嘉30年（453年）、劉劭が文帝を殺害して帝を称し、孝武帝が巴口で起兵したが、呉喜はたまたま病にかかり、沈慶之の下で従軍することができなかった。劉劭の乱が平定されると、呉喜は孝武帝の下で主書となった。抜擢されて諸王の学官令となり、左右尚方令をつとめた。河東郡太守に任じられ、殿中御史となった。大明年間、黟県と歙県の亡命者数千人が起兵して、県邑を攻め落とし、官長を殺害する事件が起こった。豫章王劉子尚が会稽から3000人を送って討伐にあたらせたが、敗北した。孝武帝が呉喜に数十人を与えて2県に派遣すると、呉喜は亡命者たちを説得して降伏させた。
泰始2年（466年）、明帝の即位に対抗する反乱が各地で起こると、呉喜は仮の建武将軍となり、羽林の勇士を与えられて三呉の反乱勢力を討った。戦功を挙げて、歩兵校尉となり、竟陵県侯に封じられた。東方が平定されると、さらに南方に転戦して、輔国将軍・尋陽郡太守に任じられた。南方の反乱勢力が敗走すると、呉喜は追撃して荊州を平定し、前軍将軍の号を受けた。泰始4年（468年）、東興県侯に改封された。使持節・督交州広州之鬱林寧浦二郡諸軍事・輔国将軍・交州刺史となったが、赴任しなかった。右軍将軍・淮陵郡太守に任じられ、仮の輔師将軍となり、太子左衛率を兼ねた。
泰始5年（469年）、驍騎将軍の号を受けた。北魏が豫州に進攻してくると、呉喜は諸軍を率いて討って出て、荊亭で魏軍を破った。北魏の長社公が逃走すると、戍主の帛乞奴が降伏してきた。呉喜は凱旋すると、左衛将軍の号を兼ねた。泰始6年（470年）、また軍を率いて豫州に入り、魏軍を迎撃して、節・督豫州諸軍事の任を加えられ、仮の冠軍将軍となった。泰始7年（471年）、建康に帰還した。
ときに寿寂之が処断されると、呉喜は恐れを抱いて、中散大夫として隠退したいと願い出た。明帝が病床に伏すようになると、呉喜は幼主におとなしく従う人物ではないとみなされ、将来を不安視する明帝の命で処刑された。享年は45。
子の呉徽民が爵位を嗣いだが、斉が建てられると、封国は除かれた。

## 伝記資料
- 『宋書』巻83 列伝第43
- 『南史』巻40 列伝第30